# Aero Sport S 1
Pour les articles homonymes, voir S 1.
En 1928 Aero-Sport GmbH a construit à Warnemünde une dizaine de biplans LVG B.III comme biplaces d'entraînement sous la désignation S 1. Ces appareils ont porté les immatriculations D-169, D-527 (vendu à l'exportation en février 1932), D-535, D-536, D-567, D-568, D-940 (moteur Benz Bz II), D-1141 et D-1995, plus un exemplaire vendu à un client sud-américain (sans plus de détails).